# Neó de Corint
Neó (en llatí Neon, en grec antic Νέων) fou un oficial corinti del segle IV aC, que va acompanyar a Timoleó de Siracusa en la seva expedició a Sicília. Timoleó el va nomenar comandant de la ciutadella de Siracusa quan aquesta fortalesa li va ser donada per Dionís el Jove.
Des d'aquesta posició va resistir a Hicetes I de Siracusa i al general Magó, i fins i tot va aprofitar la seva absència, quan van anar a Catana, per apoderar-se de l'important barri siracusà de l'Acradina, segons diu Plutarc.